# Gazette d'Amsterdam
Gazette d'Amsterdam (também conhecido como Gazette d’Hollande ou Nouvelles d'Amsterdam) foi um dos mais importantes jornais europeus internacionais do período iluminista e uma importante fonte de informação política. Foi um jornal bissemanal de língua francesa publicado em Amsterdã a partir da segunda metade do século XVII até 1796, durante a República Batava.

## Antecedentes
No século XVIII, a República das Sete Províncias Unidas dos Países Baixos era muito tolerante em matéria de liberdade de imprensa e liberdade religiosa. Ao contrário da maioria dos países contemporâneos, como a França, a Grã-Bretanha ou os estados do Sacro Império Romano, houve pouca interferência do governo em questões de censura ou monopólios protegidos no país. Muitos huguenotes fugiram para os Países Baixos durante o reinado de Luís XIV, e o número de refugiados franceses aumentou com a revogação do Édito de Fontainebleau em 1685. Vários deles começaram a publicar jornais em diversas cidades europeias cobrindo notícias políticas na França e na Europa. O francês era tanto a língua nativa quanto a língua franca da diplomacia europeia. Lidas pelas elites europeias, esses jornais eram chamados na França de gazettes étrangères, as "gazetas estrangeiras".

## Conteúdos e história
Há alguma confusão em relação ao ano em que o Gazette d'Amsterdam começou a publicar: fontes dão datas a partir de 1663, 1668 ou 1691; todas elas concordam que o Gazette cessou suas publicações em 1796. A confusão sobre o ano de sua criação pode ser explicada pelo fato de que no século XVII muitos leitores não distinguiam entre diferentes títulos de periódicos publicados em Amsterdã (e na Holanda em geral), e diferentes publicações eram frequentemente chamadas de "d'Amsterdam" (de Amsterdã) ou "d'Hollande" (da Holanda).
Jean Tronchin Du Breuil (Dubreuil) é comumente visto como o fundador do jornal e seu primeiro editor (dada a data de estabelecimento em 1691). Seus descendentes controlaram o jornal até seu fechamento no final do século XVIII.
Como muitos outros jornais antigos contemporâneos, o Gazette publicou uma justaposição de notícias de várias fontes, apresentadas em ordem de ponto geográfico de origem, sem discurso unificador ou editorial aparente. Confusamente, por exemplo, em tempos de guerra os termos "nossos exércitos" ou "inimigos" podem designar o mesmo assunto, dependendo de quem escreveu uma determinada peça para o jornal. A maioria dos autores eram emigrantes franceses. Era relativamente caro, visto como um bem de luxo, e estima-se que sua circulação nunca tenha sido superior a aproximadamente 1.250. Também era relativamente pequeno: geralmente composto por 6 páginas de 12x20 cm, impressas em duas colunas.
O jornal tinha alcance internacional, e foi distribuído em toda a Europa, incluindo a França, onde era geralmente tolerado. Não foi nem excessivamente solidário nem excessivamente opositor ao governo francês, embora certamente muito mais liberal que o oficialista Gazette de France. Isso foi tolerado e até incentivado pelas autoridades, que muitas vezes o usavam para seus próprios fins, quando por exemplo desejavam divulgar informações que não podiam ser divulgadas pelos canais oficiais. O jornal deu voz às instituições que estavam encontrando dificuldades para publicar no jornal oficialista Gazette de France, como o Parlamento de Paris. A independência não foi completa; como muitos outros de sua época, os editores do Gazette d'Amsterdam concordaram em ser censurados, ou pelo menos "aconselhados" em muitas ocasiões pelas autoridades francesas.
O Gazette d'Amsterdam  começou seu declínio na segunda metade do século XVIII, quando o governo francês facilitou a concorrência de outros títulos no mercado do país. Como o Gazette era visto como sendo muito próximo da posição oficial do governo francês, seu número de leitores diminuiu, e foi ultrapassado pelo Gazette de Leyde, que era visto como muito mais independente. Em 1789, já não era considerado um jornal europeu relevante.
Em seus pontos de vista, no final do século XVIII, o Gazette d'Amsterdam se opunha aos orangistas holandeses, apoiadores do estatuder, e com relação à França, inclinou-se para visões antiaristocráticas e pró-revolucionárias.

## Nota
- Este artigo foi inicialmente traduzido, total ou parcialmente, do artigo da Wikipédia em inglês cujo título é «Gazette d'Amsterdam», especificamente desta versão.